# 德魯大叔
《街頭祖霸王》（英語：Uncle Drew）是一部2018年美國運動喜劇片，由查爾斯·史東三世執導，傑·隆吉諾（Jay Longino）撰寫劇本，其靈感來自從2012年起成為百事可樂廣告代言人的凱里·厄文。該片主演包括厄文、李利·萊爾·豪艾里、俠客·歐尼爾、克里斯·韋伯、雷吉·米勒、內特·羅賓遜、阿倫·戈登、麗莎·萊斯莉、艾瑞卡·艾施、J·B·史慕福、麥克·伊皮斯、蒂芬妮·哈戴許及尼克·克羅爾。《德魯大叔》定於2018年6月29日在美國上映。

## 劇情
故事敘述戴克斯為了一圓自己的籃球夢，而參加了在哈林區洛克公園所舉辦的街頭球賽。但在他輸給對手穆奇後，自己的運勢不斷地走下坡，且隊友也被對手挖走，直到戴克斯遇見了前籃球員傳奇德魯大叔，而打算說服對方幫助自己。德魯叔叔最後同意，但作為其中一個條件，他必須建立起自己的團隊；為此，兩人共同出發去尋找德魯的老籃球隊員們。

## 演員
- 凱里·厄文 飾 德魯大叔（Uncle Drew）：街頭籃球傳奇。
- 李利·萊爾·豪艾里 飾 戴克斯（Dax）：街頭籃球隊的經理。
- 俠客·歐尼爾 飾 歐羅肥（Big Fella）：德魯叔叔的前隊友，現經營著武術道場。
- 克里斯·韋伯 飾 傳教士（Preacher）：德魯叔叔的前隊友，現任職教會的牧師。
- 雷吉·米勒 飾 萊特（Lights）：德魯叔叔的前隊友，現在是個视力障碍的人。
- 奈特·羅賓森 飾 靴子（Boots）：德魯叔叔的前隊友，現住在老人院。
- 麗莎·萊斯莉 飾 貝蒂·盧（Betty Lou）：牧師的妻子。
- 艾瑞卡·艾施（英语：Erica Ash） 飾 瑪雅（Maya）
- J·B·史慕福 飾 安傑洛（Angelo）
- 麥克·伊皮斯（英语：Mike Epps） 飾 路易斯（Louis）
- 蒂芬妮·哈戴許 飾 傑斯（Jess）
- 尼克·克羅爾（英语：Nick Kroll） 飾 穆奇（Mookie）：戴克斯的長期競爭對手。
- 亞倫·高登 飾 卡斯帕（Casper）

## 製作
2017年2月16日，百事公司證實他們正在製作一部電影劇本，該片將以凱里·厄文飾演的「德魯叔叔」為題材，並將與Temple Hill Entertainment共同製作。2017年9月5日，ESPN的《世界體育中心》透過Twitter帳戶宣布了該片的演員陣容。演員李利·萊爾·豪艾里透露，他將與厄文一同出演電影。

## 發行
2018年2月12日，凱里·厄文透過自己的Twitter帳戶宣布，該片定於2018年6月29日在美國上映。

## 外部連結
- 官方网站
- 互联网电影数据库（IMDb）上《德魯大叔》的资料（英文）